# Scelidosauridae
Famille
Les Scelidosauridae (scélidosauridés en français) constituent une famille éteinte de dinosaures ornithischiens thyréophores primitifs qui vivaient au Jurassique inférieur dans ce qui est aujourd'hui l'Asie, l'Europe et l'Amérique du Nord.
La famille des Scelidosauridae a été proposée par Edward Cope dans des conférences en septembre 1868 et avril 1869. Cependant, le texte des conférences n'a été publié qu'en décembre 1871. Thomas Huxley, qui avait déjà utilisé le terme Scelidosauridae dans une publication en 1869, est donc reconnu comme le donneur de nom valide.
La famille a été ressuscitée par le paléontologue chinois Dong Zhiming en 2001 après l’étude de Bienosaurus, qui serait proche parent de Scelidosaurus. Tous les scélidosauridés ont été trouvés dans les sédiments du Jurassique inférieur, mais pourraient persister jusqu'à la fin de la même période géologique. Des fossiles ont été trouvés en Chine, en Angleterre et en Arizona. Certains paléontologues considèrent les Scelidosauridae comme un taxon paraphylétique, mais Michael Benton (2004) indique que ce groupe est monophylétique.

## Classification
- Genre Scelidosaurus
- Genre Bienosaurus